# Ichimaru Gin
 Ichimaru Gin (市丸 ギン Thị Hoàn Ngân) là một nhân vật hư cấu trong anime và manga Bleach của Tite Kubo. Anh ấy từng là đội trưởng của Đội 3 trong Gotei 13 đến trước khi phản bội Soul Society cùng với Sōsuke Aizen và Kaname Tōsen. Đội phó của anh là Izuru Kira.

## Ngoại hình
Gin mặc bộ quần áo thông thường, và anh không mang bên mình bất cứ ký hiệu nào đặc biệt. Tuy nhiên nếu nhìn về tổng thể, cậu không có vẻ gì là bình thường. Anh có một đôi mắt nhắm chỉ để một khe nhỏ, và hiếm khi mở mắt để cho người ta thấy được màu xanh của đôi mắt giống tựa như bầu trời. Dù anh xuất hiện trong vóc dáng của một người thanh niên trạc khoảng giữa 20 tuổi, anh không lúc nào cũng là một người gầy và cao với một sự nhạy bén. Anh có mái tóc màu trắng bạc (tên anh có cùng nghĩa với màu tóc anh; gin [銀] là từ tiếng Nhật để chỉ về màu bạc). Anh luôn để khuôn mặt mình ẩn sau một nụ cười, và ít khi anh thể hiện những cảm xúc như buồn, đau khổ, tức giận của mình.
Tại Hueco Mundo, anh mặc trang phục giống như trang phục của Aizen và Tōsen. Trang phục đã được thay đổi sau khi cả ba cùng rời khỏi Soul Society, một chiếc áo khoác trắng, dài tay phủ lên trang phục Shinigami hakama. Cán kiếm Zanpakutō được anh đeo dưới thắt lưng mình. Sau đó, Gin mang một bộ hakama trắng giống như Arrancar, thay vì màu đen mà anh đã mặc trước đó. Gin mặc áo choàng được kéo mở xuống tới cổ tay theo hình chữ 'V', khép lại dưới hông, và mở ra lần nữa để lộ những đưởng viền, kéo xuống phần chân. Ống tay áo choàng anh có dạng hình cái chuông, kéo tới chỗ phủ kín tay anh giống như ống tay những chiếc áo kimono. Lớp lót của chiếc áo choàng và đường viền áo choàng có màu đen. Từ đó liên tưởng đến việc trang phục anh mặc giống như anh đang mặc một tabi và waraji trắng. Khi anh mặc bộ trang phục này, thanh zanpakutō của anh được ẩn vào trong lớp áo.

## Tính cách
Gin là một trong những Shinigami mang đầy sự bí ẩn nhất trong phim, từ nụ cười luôn thấy trên khuôn mặt cho đến đôi mắt luôn khép lại của mình, cho đến cách mỉa mai và châm chọc lịch sự của anh, khiến nhiều người không thể đoán được suy nghĩ của anh. Hầu như có nhiều người tỏ ra rất tin tưởng và không cảm thấy có gì lo ngại khi anh xuất hiện trước khi anh trở thành kẻ phản bội. Gin có vẻ rất hiểu về ảnh hưởng anh gây ra trên người khác và có thể nói là hơn cả việc anh chơi đùa trên cảm xúc của người khác như một trò giải trí. Cả Rukia Kuchiki và Wonderweiss Margela đều có sự đề phòng trước anh, Rukia nhận ra rằng mỗi khi nói chuyện với anh, cô cảm giác như mình đang nói chuyện với một con rắn, dù cho anh không nói chuyện trực diện với cô. Trong anime, Gin nói bằng những từ ngữ địa phương Kyoto, một cách nói chuyện lịch sự gián tiếp. Giọng chuyển âm anh ngữ của anh cũng trang trọng và lịch sự, nhưng có chút châm biếm và khôi hài.
Khi anh còn nhỏ, anh rất thích trái hồng vàng khô. Gin đã trồng và chăm sóc cho những cây hồng xung quanh trụ sở đội số 3, và tự sấy khô nó, rồi đem phân phối cho những đội khác. Thậm chí mỗi lần ăn một củ khoai tây khô sau khi mệt mỏi, anh vẫn nghĩ là, "Ồ, Đó là một trái hồng khô!" và anh ghét nó. Khi có thời gian rảnh rỗi, Ichimaru đi khắp nơi trong Soul Society. Dù anh có sở thích làm người ngoài cuộc, nhưng có vẻ anh thích đi lùng bắt và tìm kiếm cơ hội để nghịch trên những nạn nhân xấu số. Những quý ông của đội số 3 có vẻ ngược lại, và họ có thái độ rất thích những chuẩn mực trung bình. Anh cũng có kỹ năng trong việc xỏ tơ sợi côn trùng.

## Lịch sử
Gin cứu Rangiku Matsumoto khỏi cái chết trong tay của một số tay sai Sōsuke Aizen khi họ còn nhỏ, và hai người đã là bạn tốt kể từ đó. [6] Rangiku là người duy nhất Gin có vẻ thực sự quan tâm, mặc dù anh ta có vẻ "biến mất "thường xuyên. Mặc dù nó là một phần của kế hoạch của Gin để có được trả thù Aizen cho từng gây hại cho cô. Anh cũng không bao giờ nói với cô bất cứ gì hay anh ta sẽ không để lại bất cứ điều gì cho cô để cô ấy nhớ anh ta, đó là thứ Rangiku ghét ở Gin. Mặc dù, cô cũng nói (sau khi anh chết) nếu anh để lại bất cứ điều gì cho cô, cô sẽ không bao giờ có thể để có thể tiến lên và anh ấy chắc chắn đã biết đến cô lo lắng cho anh quá nhiều để làm như vậy nếu anh đã để lại bất cứ điều gì. Rangiku sau đó nói, cô ấy yêu anh ta về điều đó.
Sau khi cứu Rangiku, Gin thầm thề trả thù Aizen. Sự xuất hiện của anh là không ổn định, sự tàn nhẫn rõ ràng trong trận chiến, và sự phản bội  Soul Society là cần thiết để tạo điều kiện này. Bước đầu tiên trong sự trả thù của ông đã được tham gia một trong những người giám hộ 13 sư đoàn. Gin đã được coi là một thần đồng kể từ khi anh tốt nghiệp từ học viện trong vòng một năm và được bổ nhiệm vào vị trí ở Sư đoàn 5. [7]  ghế thứ ba của bộ phận một cách dễ dàng, Gin làm dấy lên mối quan tâm Aizen vào anh. [8] anh thề lòng trung thành với Aizen từ ngày họ gặp nhau, dù chỉ để anh có thể phát hiện ra điểm yếu của Aizen và trả thù cho cái ngày Azien khiến Rangiku suýt chết. Cuối cùng Gin trở thành trung úy của Sư đoàn 5 dưới Captain Sōsuke Aizen. [9] Là đội trưởng, ông đã chỉ huy Sư đoàn 3.

## Cốt truyện
☀Xuất hiện đầu tiên của Gin là cùng với đội trưởng Kenpachi Zaraki khi hai bắt chuyện với đội trưởng Byakuya Kuchiki hiện sau khi Rukia Kuchiki bị bắt. Sau đó, anh xuất hiện ở cánh cổng dẫn vào Seireitei theo lệnh của Aizen, đẩy lùi cả Ichigo Kurosaki và người giữ cửa Jidanbō mà không giết chết họ, đồng thời đóng cửa mà Jidanbō đang cầm mở. Các đội trưởng khác vẫn thất bại khi tiêu diệt đối thủ nên anh đã không cố giết chết họ, nhưng sự xâm nhập thứ hai của nhóm Ichigo, tiếp theo là cái chết giả định của Aizen, làm cho họ có mối quan tâm lớn hơn. Aizen, đã làm giả cái chết của ông, và Gin cố tình để nghi ngờ dồn về chính mình, qua đó gây sự chú ý cho các hoạt động của Aizen. Sau khi âm mưu Aizen được tiết lộ và họ rút lui đến Hueco Mundo, Gin chia tay Rangiku và nói lời xin lỗi với cô ấy.
Trong Hueco Mundo, Gin nói Aizen là chơi đùa với cấp dưới của mình. Khi nhóm của Ichigo đột nhập vào Las Noches, anh quan sát chúng, thậm chí làm thay đổi vị trí của các hội trường khi không có ai xung quanh. Sau đó, ông xuất hiện cùng Aizen và Tosen trong thành phố Karakura, cho ý kiến về việc thay đổi đột ngột của Kira trong cảm xúc để Tōsen và nhận xét rằng ông rất vui khi Kira 'làm tốt'. Sau sự xuất hiện của các Vizards, Gin làm Hiyori Sarugaki bị thương khi cô đã trở thành một trong những đe dọa của Aizen và trận Ichigo khi Aizen đề với phe đối lập còn lại. Dễ dàng áp đảo Ichigo, Gin cho anh nhiều cơ hội để chạy trong khi chế nhạo sự bất lực của Ichigo để đánh bại Aizen trước khi đến thành phố Karakura thực.
Trong thị trấn Karakura, Gin đã phải đối mặt với Rangiku một thời gian ngắn bởi Rangiku hỏi về động cơ của anh nhưng anh đã để cô chết giả. Sau khi giải thích ý định của Aizen để giết bạn bè của con người Ichigo trước khi phá hủy thị trấn Karakura, và ý định của mình để làm đối phó cho hắn, Gin sử dụng thời điểm đó để kiềm chế Zanpakutō của hắn và đâm xuyên qua người của Aizen. Mặc dù nó có trong dự kiến của Aizen, Gin cho thấy sức mạnh thực sự Bankai của mình và sử dụng mảnh kiếm của anh còn lại trong cơ thể của Aizen để hòa tan chất độc vào cơ thể của Aizen. Lấy Hogyōku, Gin tin rằng ông đã thành công cho đến khi Aizen hồi sinh trong hình thức mới, trong đó nêu rằng Hogyōku là mình không phân biệt nếu nó là bên trong của anh ta hay không. Aizen đã làm Gin bị thương trước mặt bạn bè của Ichigo và Rangiku, Gin lặng lẽ xin lỗi vì không thể để trả lại những gì Aizen đã lấy từ Rangiku như một đứa trẻ. Khi Ichigo đến, một Gin nhẹ nhõm chết nhìn thấy những thanh niên đã trở nên đủ mạnh để đánh bại kẻ thù của nhau.

## Sức mạnh & khả năng
Zanpakutou của Gin là một thanh Wakizashi (ngắn hơn Katana từ 30–60 cm). Lệnh giải ấn trảm hồn đao của nó là "Xạ sát" (Nhật: 射殺せ). Khi giải ấn, Shinsō dài ra gấp 100 lần với tốc độ rất nhanh. Vì vậy mà hồi nhỏ anh có biệt danh là Hyapponzashi  (Bách kiếm). Uy lực của nó rất mạnh, có thể đẩy lùi ngươi gác cổng và Ichigo. 
_Bankai_
```
Lệnh giải ấn bankai của Shinsō(Thần Thương) là "Kamishini no Yari" (Thần Sát Thương). Ở dạng bankai, nó có thể dài tới 13
 
km trong thời gian nhanh gấp 500 lần tốc độ âm thanh. Sức mạnh của nó dược thể hiện khi đấu với Ichigo ở Karakura. Nó cắt phăng nhiều tòa nhà một cách nhanh gọn như cắt giấy. Ngoài ra Gin còn đánh lạc hướng đối thủ bằng chiều dài của thanh kiếm, khiến họ quên đi tốc độ của nó. Nhưng sức mạnh thật của thanh kiếm đó được tiết lộ ở chap 414 khi Gin đâm xuyên qua Aizen: Shinsō không phải kéo dài hay kéo gọn lại mà nó chỉ tan ra thành bụi và hợp lại trong nháy mắt, và khi đâm hay chém qua 1 vật nó để lại những mảnh vụn của thanh kiếm khiến Gin có thể giết đối thủ bất cứ lúc nào.
Butō (Nhật: 无踏 nghĩa Vô Đạp)
```

Bằng việc sử dụng Kamishini no Yari cầm kiếm bằng hai tay để kiếm trước ngực giúp cho khả năng năng phóng ra ánh sáng trắng (Lưỡi kiếm dài và mở rộng ra) và thu hồi với tốc độ cao hơn nhiều lần so với trạng thái bình thường khi anh sử dụng Kamishini no Yari. Khả năng này.khiến lưỡi dao như vô hình Giúp anh áp đảo hoàn toàn đối thủ.